# Кръвна клевета срещу евреите
Кръвната клевета срещу евреите е обвинение срещу евреите, че по време на страстната седмица вършели смъртни нападения срещу друговерци (предимно християни), като жертвите, предимно християнски деца се убивали, за да се използва кръвта им за ритуални цели.
През средновековието често са отправяни обвинения за ритуални убийства на деца към отделни еврейски общности в Англия, Франция, Германия, Русия и другаде, но най-известния подобен случай е на светото дете от Ла Гуардия, който послужва като повод за изгонването на евреите от Испания през 1492 година.
В ново време по-известните случаи на обвинения към евреи в ритуални убийства са от остров Родос, в Дамаск от 1840 г. и срещу Менахем Бейлис по процеса Бейлис през 1913 г. Всички те са недоказани.
|  | Тази страница частично или изцяло представлява превод на страницата „Кровавый навет на евреев“ в Уикипедия на руски. Оригиналният текст, както и този превод, са защитени от Лиценза „Криейтив Комънс – Признание – Споделяне на споделеното“, а за съдържание, създадено преди юни 2009 година – от Лиценза за свободна документация на ГНУ. Прегледайте историята на редакциите на оригиналната страница, както и на преводната страница, за да видите списъка на съавторите. ВАЖНО: Този шаблон се отнася единствено до авторските права върху съдържанието на статията. Добавянето му не отменя изискването да се посочват конкретни източници на твърденията, които да бъдат благонадеждни. |